# Killing-vectorveld
In de Riemann-meetkunde, een deelgebied van de wiskunde, is een Killing-vectorveld (vaak gewoon Killing of ook afgekort KVF genoemd), vernoemd naar de Duitse wiskundige, Wilhelm Killing, een vectorveld op een Riemann-variëteit (of pseudo-Riemann-variëteit), dat de metriek bewaart. Killing-vectorvelden zijn de infinitesimale generatoren van isometrieën; dat wil zeggen stromen, die worden  gegenereerd door Killing-vectorvelden, zijn continue isometrieën van de variëteit. Simpel gesteld genereert de stroom een symmetrie, in de zin dat het verplaatsen van elk punt op een object over dezelfde afstand in de richting van het Killing-vectorveld de afstanden op dat object niet zal verstoren.